# Дасохори
Дасохори (грч. Δασοχώρι) је насељено место у општини Дескати у периферији Западна Македонија, Грчка. Према попису из 2021. године било је 156 становника.
Дасохори је 1913. године имао 171 житеља Грка. Село се раније звало Пичугија.